# Myospila bimaculata
Myospila bimaculata este o specie de muște din genul Myospila, familia Muscidae. A fost descrisă pentru prima dată de Macquart în anul 1834. Conform Catalogue of Life specia Myospila bimaculata nu are subspecii cunoscute.